# Samsung Galaxy Z Fold 2
Le Samsung Galaxy Z Fold 2 ou Samsung Galaxy W21 5G est un smartphone pliant Android produit et vendu par Samsung Electronics. Il fait partie de la série ultra-haut de gamme des Galaxy Z, et succède au Galaxy Fold. Il possède deux écrans, dont un de 7,6 pouces (19,3 cm) qui peut se plier à la manière d'un livre.
Le smartphone est présenté lors d'une conférence qui lui est dédiée le 1er septembre 2020.

## Lancement
Depuis le retrait des ventes du Galaxy Fold le 31 décembre 2019, de nombreuses rumeurs concernent son successeur. Alors que plusieurs médias s'attendent à une présentation en août en même temps que celle du Galaxy Note 20, Samsung choisit de séparer les deux évènements en ne donnant qu'un aperçu du téléphone.
La conférence se fait en ligne le 1er septembre 2020.
Le Galaxy Z Fold 2 est mis en vente dans le monde le 18 septembre 2020, au prix de 2 020 €.
En octobre 2020, une version améliorée dénommée Galaxy W21 5G est lancée en Chine.

## Réception
Presque unanimement, la presse note des améliorations remarquables par rapport à la première version, qui permettent à Samsung de devancer la concurrence, quasiment inexistante. Patrick Moorhead écrit pour le magazine Forbes après trois semaines de test que le Galaxy Z Fold 2 est proche de la perfection.
Avec le Samsung Galaxy Z Flip, c'est le seul smartphone pliant de 2020 recommandé par le site androidauthority.com.

## Ventes
Avec une concurrence quasiment inexistante, Samsung domine le marché des smartphones pliants.
Bien qu'aucun chiffre définitif ne soient sortis, 80 000 précommandes ont été reçues en Corée du Sud le seul jour de l'annonce, soit 30 % de plus que les prévisions.
Au total, Samsung possèderait environ 80 % des parts du marché des smartphones pliants, loin devant les concurrents Huawei et Motorola.

## Caractéristiques

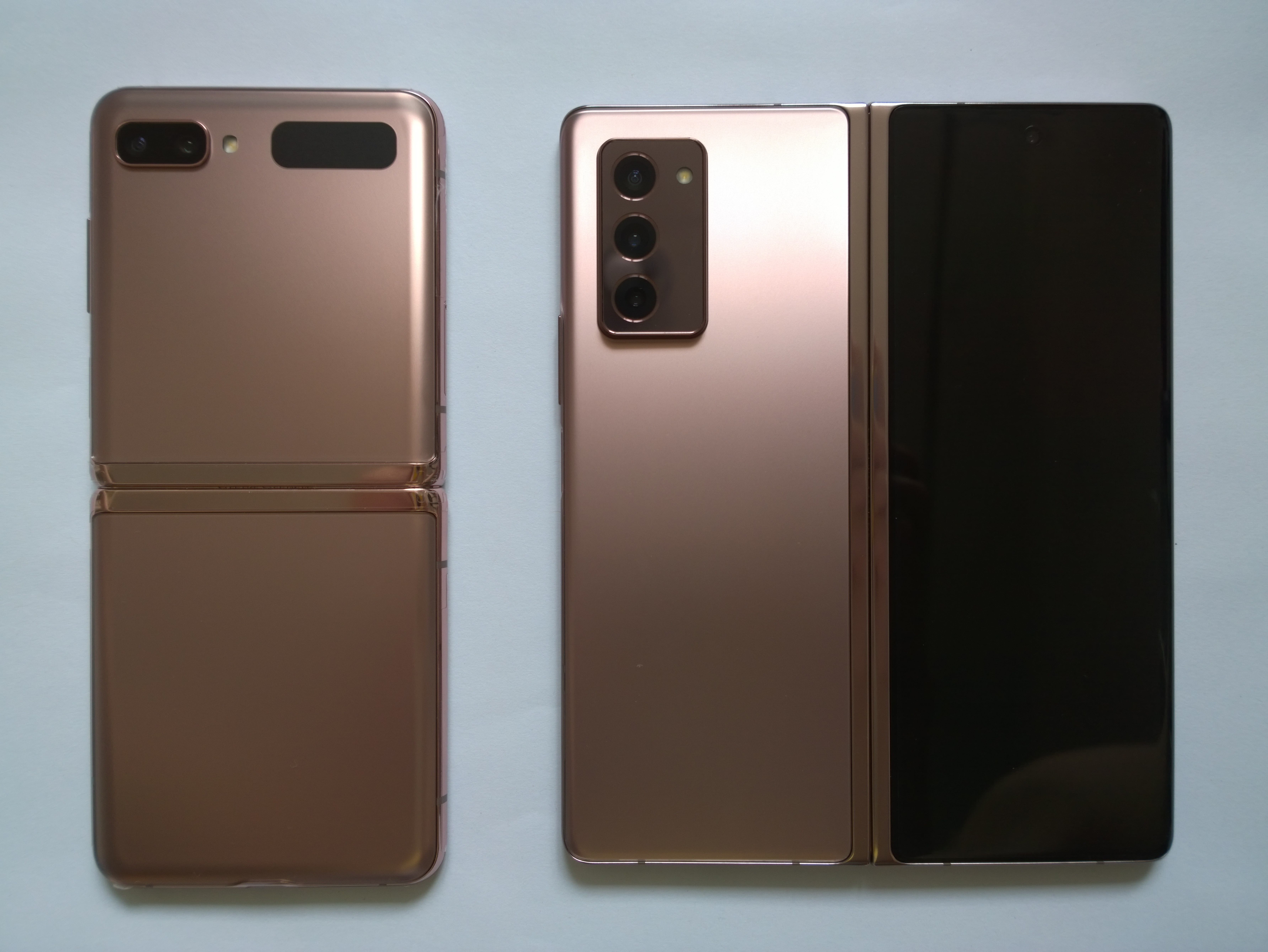
Photos des deux modèles du Samsung Galaxy Z Fold 2.

### Écrans
Tout comme son prédécesseur, le Galaxy Z Fold 2 est équipé de deux écrans.
L'écran interne de 7,6 pouces (19,3 centimètres), Infinity Flex pOLED, sert à effectuer les tâches principales. En réponse aux critiques concernant la résistance de l'écran du Galaxy Fold, Samsung a introduit en 2020 la technologie UTG (ultra-thin glass). L'écran flexible en plastique est recouvert d'une fine couche de verre afin de le rendre moins enclin aux rayures. L'encoche logeant les deux capteurs photos selfie est supprimée, laissant place à une unique caméra percée dans l'écran.
L'écran externe de 6,2 pouces (15,75 centimètres), Infinity-O Super AMOLED sert à effectuer des actions rapides. Il est plus grand que celui du Galaxy Fold, et adopte un ratio de 25:9, pour occuper quasiment tout l'avant du smartphone. La caméra de selfie est logée dans un poinçon, à la manière de celle du Galaxy Note 20. L'écran est recouvert d'une protection Gorilla Glass Victus, présentée comme beaucoup plus résistante aux chutes et aux rayures que les versions antérieures.
Les deux écrans peuvent afficher du contenu avec un taux de rafraichissement de 120 Hz et en 2k. Ils sont couplés à deux haut-parleurs pour un son stéréo. Le smartphone est certifié Dolby Atmos.

### Appareil photo
Le smartphone possède une caméra selfie de moins que le Galaxy Fold, mais de nombreuses améliorations ont été faites au niveau logiciel. Il est par exemple possible de prendre un selfie avec les caméras principales en ouvrant le téléphone.
Globalement, la qualité photo est bonne, notamment en conditions de faible luminosité.

### Connectivité
Comme son prédécesseur, le Galaxy Z Fold 2 peut se charger en USB Type-C avec la charge rapide, ou par induction. Il est aussi compatible charge sans-fil inversée, Wi-Fi 6 et Bluetooth 5.1.

### Processeur, mémoire et batterie
Le Galaxy Z Fold 2 est équipé du processeur très haut de gamme Snapdragon 865+. Il est compatible 5G, avec 12 Go de mémoire et 256 ou 512 Go de stockage.
La capacité de la batterie est de 4 500 mAh, soit un peu plus que sur le Galaxy Fold. Plusieurs tests s'accordent sur le fait que l'autonomie du smartphone est moyenne en utilisant uniquement le grand écran, mais bonne en conditions réelles. La fréquence de rafraichissement des écrans peut varier automatiquement entre 11 et 120 Hz afin de préserver la batterie.

### Logiciel
L'appareil est équipé d'Android 10, avec la surcouche Samsung One UI qui améliore l'expérience d'utilisation à une main. La plupart des applications préinstallées sont optimisées pour le smartphone pliant, et la continuité des applications permet de redimensionner facilement l'interface lors du passage d'un écran à l'autre.
Le flex mode, introduit sur le Galaxy Z Flip, permet un affichage particulier lorsque le téléphone est à moitié ouvert. Il est aussi possible d'afficher trois applications en même temps, pour plus de productivité.

### Charnière
En réponse aux critiques du Galaxy Fold, la charnière du Galaxy Z Fold 2 est renforcée avec de petites brosses empêchant le sable et les poussières de s'infiltrer. Il est aussi possible d'ouvrir le téléphone en position intermédiaire.
D'après plusieurs tests de durabilité, le smartphone résiste à une pliure dans le sens inverse, en ne se cassant pas.

## Problèmes

### Bugs des applications
Comme pour les modèles précédents, de nombreuses applications ne se sont pas mises à jour pour supporter les écrans pliants. Ainsi, certains programmes se ferment lors du passage d'un écran à un autre, ou d'autres ne supportent pas la ratio du grand-écran. C'est par exemple le cas d'Instagram.
Samsung a mis en place un certain nombre de paramètres pour forcer la compatibilité, mais ils ont pour conséquences de créer de grosses bordures noires de chaque côté de l'application. La marque s'est aussi associée avec Google afin d'établir une liste de standards à suivre pour les applications Android destinées aux smartphones pliants.

### Fragilité
Le smartphone n'est pas étanche, écran flexible oblige. Bien que beaucoup d'améliorations sur la durabilité aient été faites, l'écran interne peut toujours être déformé à cause d'un appui trop prononcé, ou d'un ongle.

## Galerie d'images

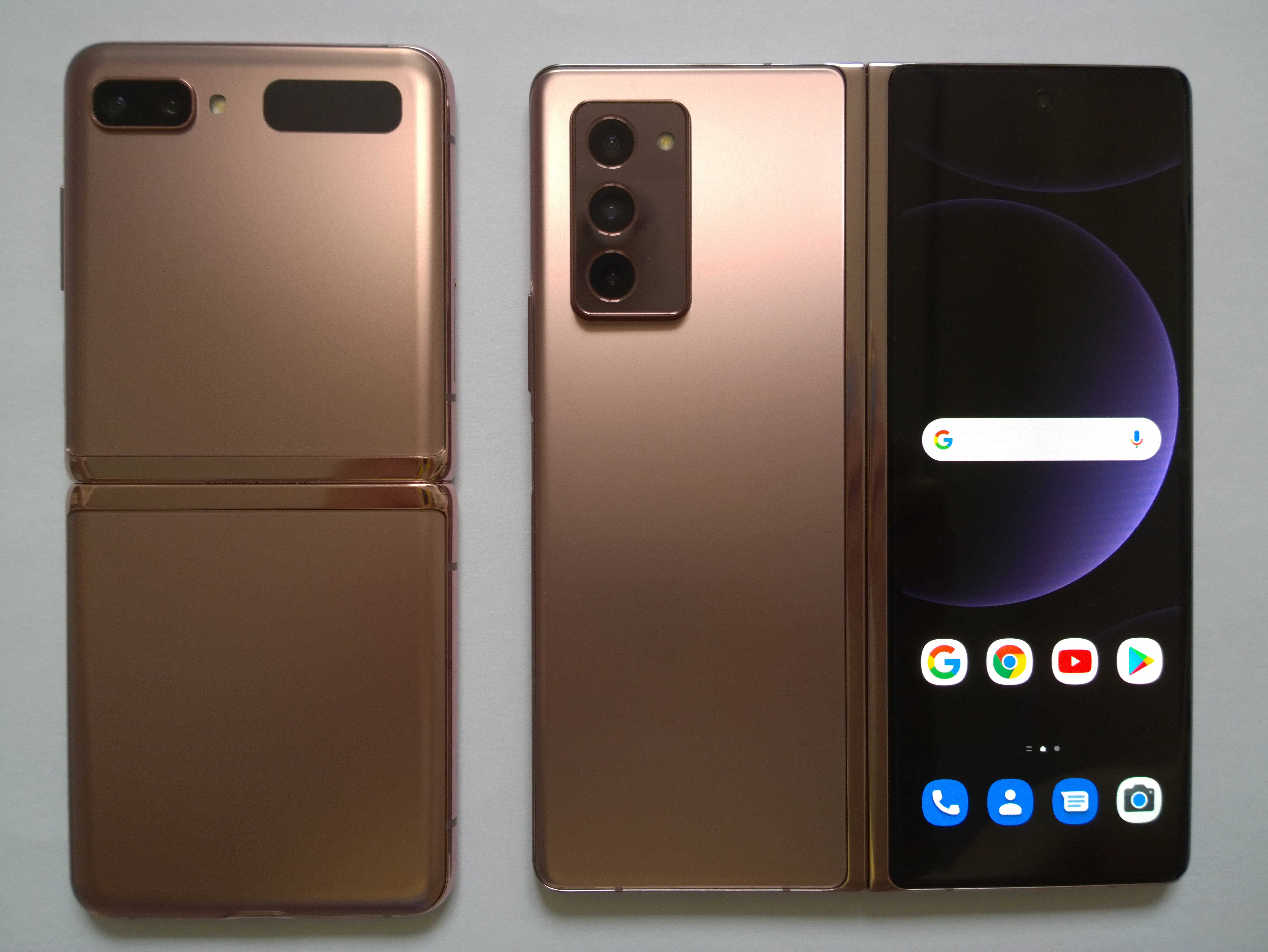
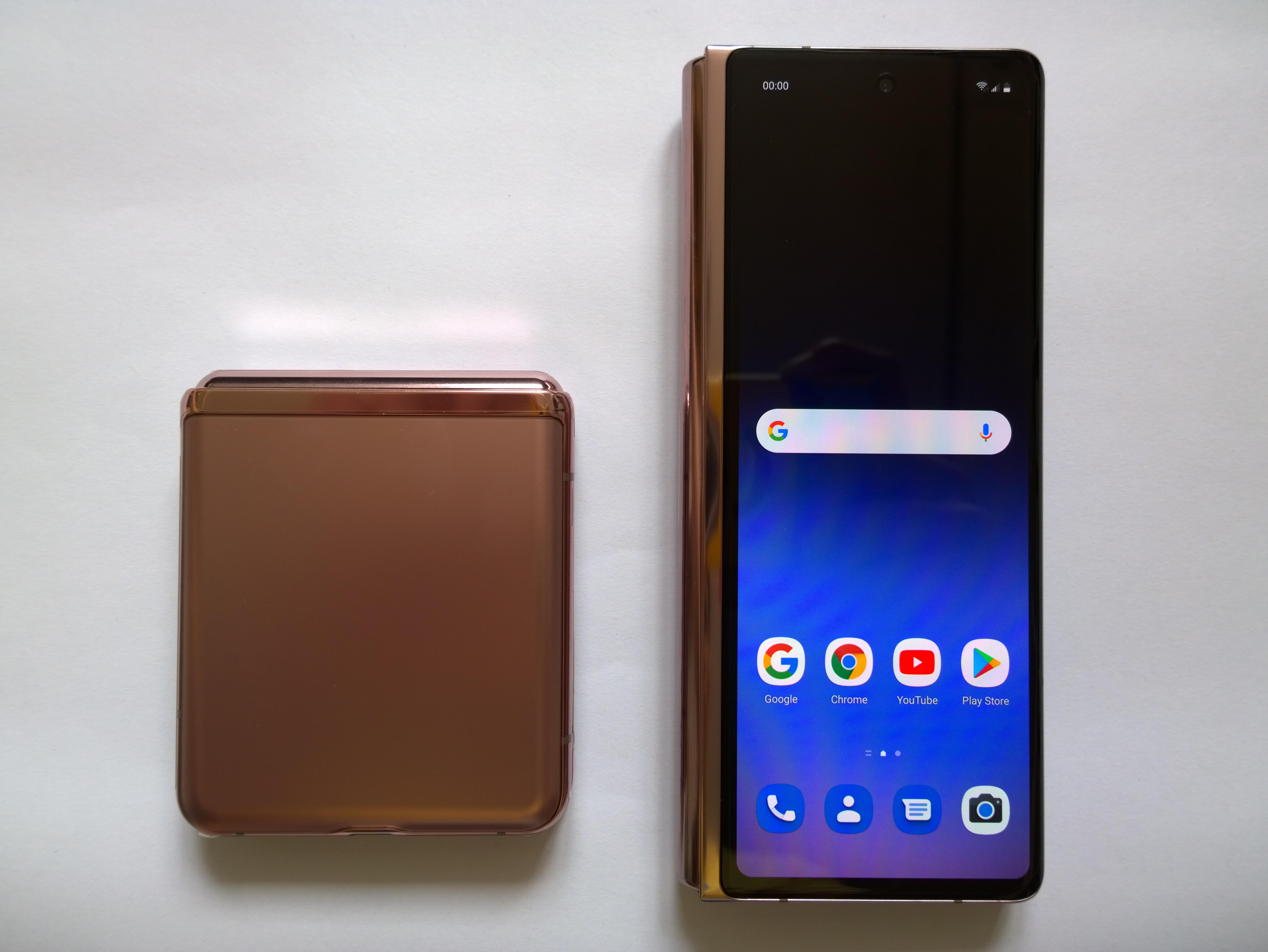
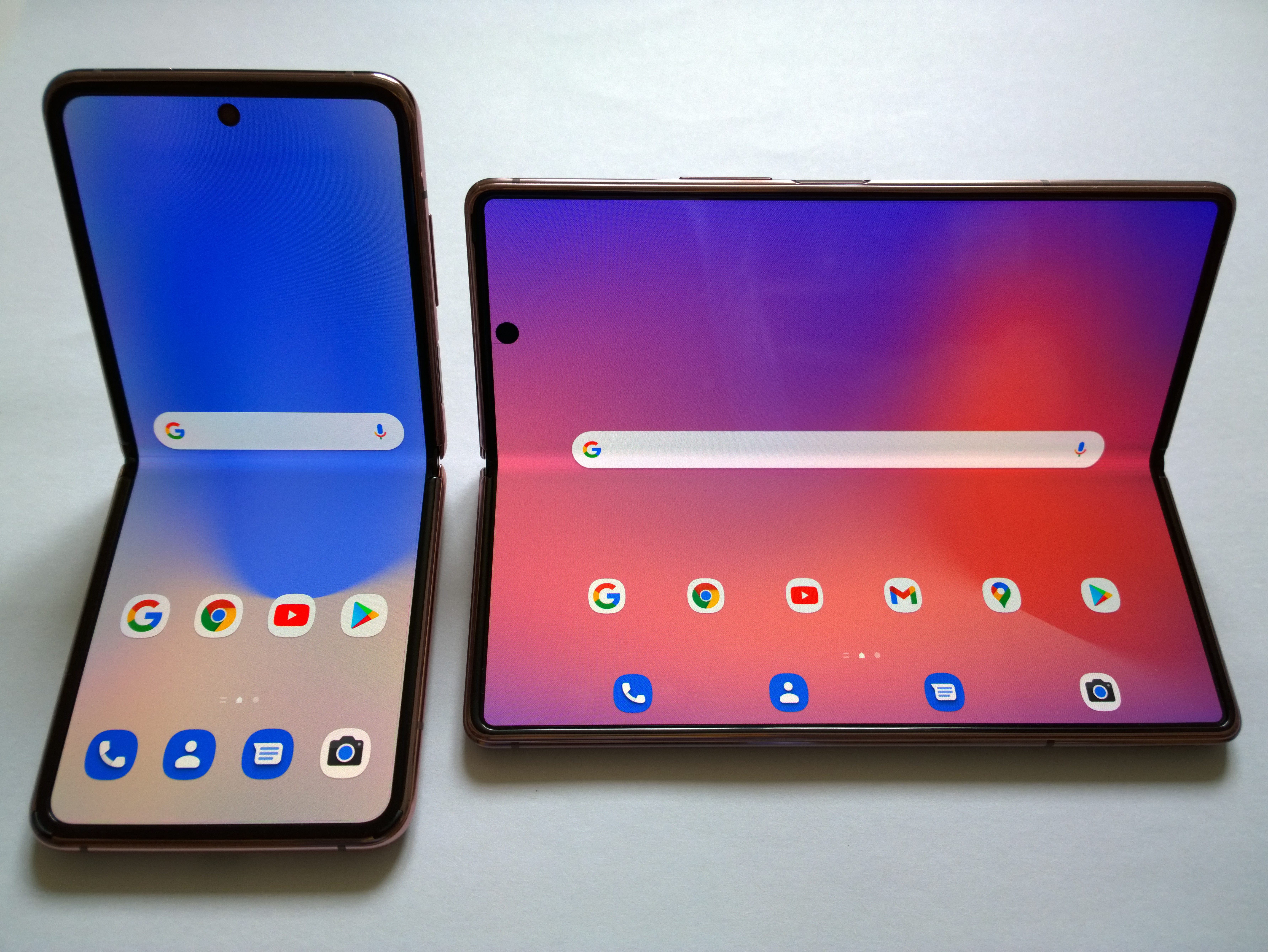
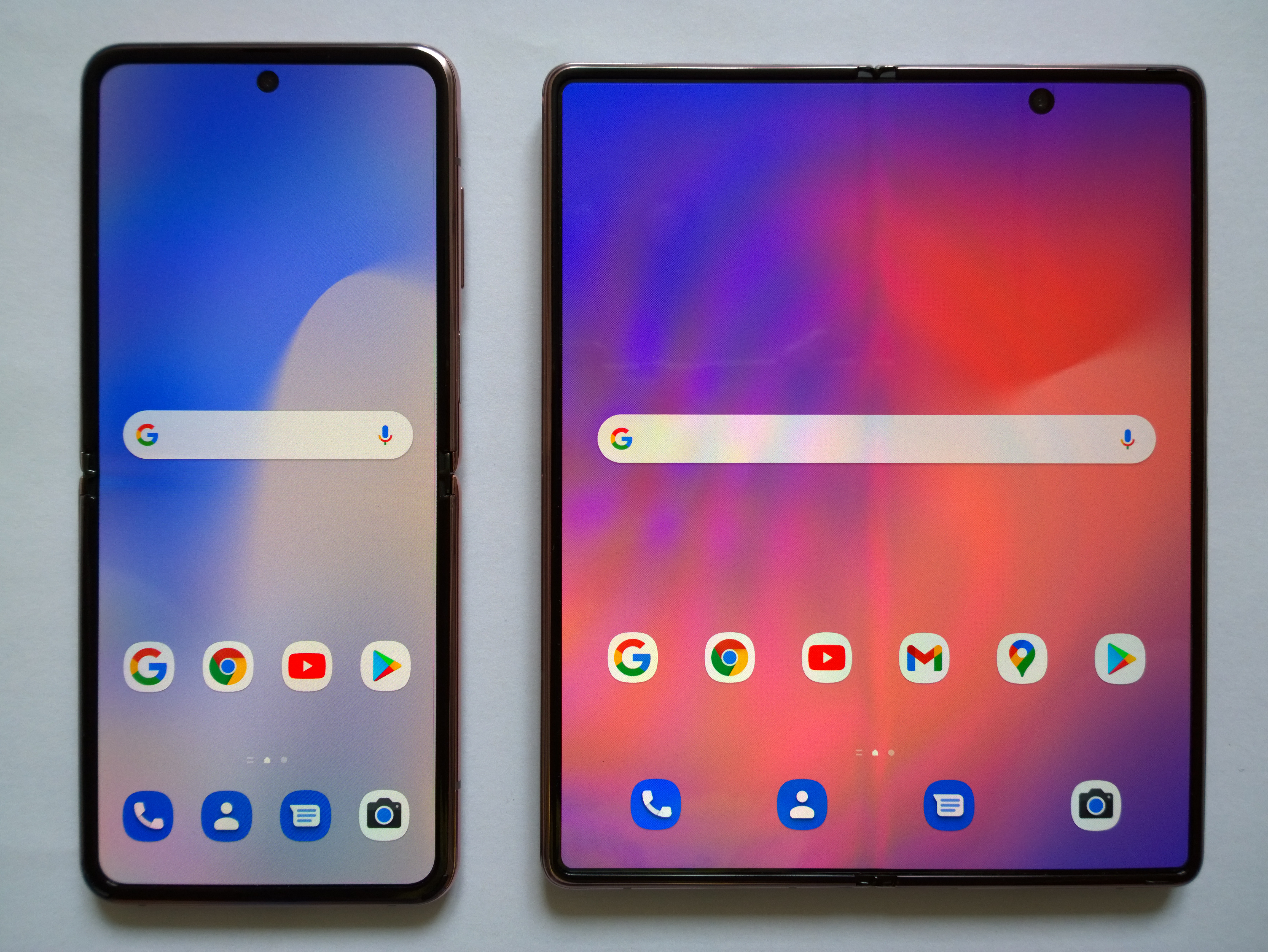